# Gloss (film)
Pour les articles homonymes, voir Gloss.
Pour plus de détails, voir Fiche technique et Distribution.
Gloss (en russe : Глянец, Glianets) est un film russe réalisé par Andreï Kontchalovski en 2006 et sorti en 2007.

## Synopsis
Galia, jeune ouvrière dans une usine de province, rêve de devenir mannequin. Elle quitte, un beau jour, ses parents alcooliques et son petit ami fruste et violent et monte à Moscou. Elle se fait embaucher, au culot, par un grand couturier qui la prend comme petite main, puis lui fait faire des ménages chez un homme qui dirige une agence de jolies filles qu'il marie à des oligarques. Galia, qui ne pense qu'à faire carrière, avance dans ce monde du luxe et de l'argent et parviendra à ses fins.

## Fiche technique
- Titre  original : Glianets
- Réalisateur : Andreï Kontchalovski
- Scénariste  : Andreï Kontchalovski et Dunya Smirnova
- Société de production : Production Center of Andrei Konchalovsky et Ufilm
- Producteur : Andreï Kontchalovski et Evgeny Stepanov
- Musique du film : Edouard Artemiev
- Photographie : Masha Solovyova
- Montage : Olga Grinshpun
- Distribution des rôles :  Ekaterina Zaletaeva
- Création des costumes : Yekaterina Dyminskaya
- Coordinateur des cascades : Aleksey Silkin
- Pays d'origine  : Russie
- Genre : Comédie dramatique
- Durée : 117 minutes
- Dates de sortie : 
  -  Russie : 19 août 2007 à Moscou
  -  France : 25 février 2009

## Distribution
- Youlia Vyssotskaïa : Galia
- Irina Rozanova : Marina Iourevna
- Alexandre Domogarov : Misha Klimenko
- Efim Chifrine : Mark Shifer
- Alekseï Serebryakov : Stasis
- Gennadiy Smirnov : Petya
- Ilya Isaev : Vitek
- Olga Meloïanina : Zhanna
- Olga Arntgolts : Nastia
- Andreï Noskov : Gleb
- Fiodor Bondartchouk
- Iouri Koutsenko
- Tatiana Arntgolts